# ГЕС Брізе
ГЕС Брізе (фр. Centrale Brisay) — діюча гідроелектростанція на тракті перекидання стоку з річки Каніапіско — Квебек, Канада. Споруджена в рамках проекту Затока Джеймс. Власник — Hydro-Québec.
Потужність — 2418 МВт, була введена в експлуатацію у 1993 році. 2 Поворотно-лопатеві гідроагрегати. Напір — 37.5 м утворюється кам'яно-накидною греблею, що утворює водосховище Каніапіско площею 4,275 км².

## Ресурси Інтернету
- Centrale Brisay [Архівовано 5 червня 2015 у Wayback Machine.] — Base de données TOPOS de la Commission de la toponymie du Québec.
- Centrale Brisay [Архівовано 24 вересня 2015 у Wayback Machine.] — Site d'Hydro-Québec